# Hypenodes caducus
Hypenodes caducus är en fjärilsart som beskrevs av Dyar 1907. Hypenodes caducus ingår i släktet Hypenodes och familjen nattflyn. Inga underarter finns listade i Catalogue of Life.